# Opendocument
Opendocument (ODF), i marknadsföring skrivet OpenDocument, är ett öppet dokumentformat skapat av Oasis och är ett alternativ till proprietära format som använts av Microsofts kontorspaket Word (.doc), Excel (.xls) och Powerpoint (.ppt). Formatet har en XML-grund som ursprungligen kommer från Openoffice.org. Den 3 maj 2006 antogs formatet (version 1.0) av ISO som en standard och formatet har beteckningen ISO/IEC 26300:2006. Den 11 januari 2012 publicerades Opendocument version 1.2., som den 17 juni 2015 presenterades som ISO/IEC 26300:2015.
Formatet kan användas av vem som helst utan något slags restriktioner, till skillnad från Microsoft Offices Office Open XML-format. Microsofts Open XML-format har olika typer av licensieringskrav för att hindra konkurrenter från att använda formatet.
De vanligaste filändelserna för Opendocument är:
- .odt för textdokument (som i ordbehandlingsprogram)
- .ods för kalkylblad
- .odp för presentationer
- .odg för grafik
- .odf för formler, matematiska ekvationer